# DOSEMU
DOSEMU, estilizado como dosemu, es un paquete de software de capa de compatibilidad que permite que los sistemas operativos DOS (por ejemplo, MS-DOS, DR-DOS, FreeDOS) y el software de aplicación se ejecuten sobre Linux en PC basadas en x86 (computadoras compatibles con PC de IBM). 

## Características
Utiliza una combinación de funciones de virtualización asistida por hardware y emulación de alto nivel. De este modo, puede alcanzar una velocidad casi nativa para sistemas operativos y aplicaciones DOS compatibles con 8086 en procesadores compatibles con x86, y para aplicaciones de Interfaz de modo protegido de DOS (DPMI) en procesadores compatibles con x86, así como en procesadores x86-64. DOSEMU incluye un emulador de procesador 8086 para usar con aplicaciones en modo real en modo largo x86-64. 
Actualmente solo está disponible para sistemas Linux x86 y x86-64 (los sistemas Linux 3.15 x86-64 no pueden ingresar a DPMI de forma predeterminada; esto se corrigió en 3.16).
DOSEMU es una opción para las personas que necesitan o desean continuar utilizando el software DOS heredado, en algunos casos la virtualización es lo suficientemente buena como para manejar hardware externo, como los programadores de dispositivos conectados al puerto paralelo. Según su manual, "dosemu" es un programa de nivel de usuario que utiliza ciertas características especiales del núcleo Linux y el procesador 80386 para ejecutar DOS. El entorno DOS, que se basa en una combinación de hardware y software, tiene estas capacidades: 
- Virtualización de todas las instrucciones de entrada-salida y control de procesador
- Admite el tamaño de palabra y los modos de direccionamiento del "modo real" de la familia de procesadores iAPX86, mientras se ejecuta dentro del entorno de modo protegido completo
- Captura de todas las llamadas del sistema DOS y BIOS y emula dichas llamadas según sea necesario para un funcionamiento adecuado y un buen rendimiento
- Simula un entorno de hardware sobre el cual los programas de DOS están acostumbrados a tener control.
- Proporciona servicios de DOS a través de servicios nativos de Linux; por ejemplo, dosemu puede proporcionar una unidad de disco duro virtual que en realidad es una jerarquía de directorios de Linux.[2]
- Soporte de nivel API para controlador de paquetes,[3] IPX y sockets Berkeley (dosnet).[4][5]